# Port Severn (Ontario)
Port Severn est une collectivité rurale à l’embouchure de la rivière Severn près de la baie Georgienne. Il est localisé dans les cantons de Severn (comté de Simcoe) et Georgian Bay (municipalité de district de Muskoka), à proximité de l’autoroute 400 au sud de la ville de Parry Sound. Il est le point terminal de la voie navigable Trent-Severn qui démarre plus au sud-est au niveau du lac Ontario.

## Histoire
Le village était à l’origine connu sous le nom de Severn Mills par suite de la présence d’une scierie (sawmill en anglais) construite en 1830. Vers 1850, le bois de la région était transporté par bateaux et le village fut renommé Port Severn en 1868. En 1875, la compagnie Georgian Bay Lumber Co.  fut créée et elle devint la principale scierie du bassin de la rivière Severn. La population a très vite augmenté durant 20 ans. En 1896, la scierie fut ravagée par un incendie causé par la foudre. La population a alors commencé à décliner. Avec la fin des travaux en 1915 de la voie navigable Trent-Severn, la région s’est reconvertie dans le tourisme.